# Taxiphyllum ligulaefolium
Taxiphyllum ligulaefolium là một loài Rêu trong họ Hypnaceae. Loài này được (E.B. Bartram) W.R. Buck miêu tả khoa học đầu tiên năm 1990.